# José Durand Laguna
José Manuel Durand Laguna (* 7. November 1885 in Salta; † 1. Februar 1965 in Asunción) war ein argentinischer Fußballspieler und ‑trainer. Er spielte als Stürmer und war später als Trainer tätig, unter anderem für die Nationalmannschaft von Paraguay und verschiedene Vereine in Argentinien und Paraguay.

## Karriere

### Verein
Durand Laguna begann seine Spielerkarriere bei Nacional de Floresta und spielte anschließend für mehrere argentinische und paraguayische Vereine, darunter CA Independiente, Libertarios Unidos, Huracán und Olimpia. Er war maßgeblich an der Entwicklung des Vereins Huracán beteiligt und diente diesem in verschiedenen Rollen, einschließlich als Präsident.

### Nationalmannschaft
Zwischen 1916 und 1919 absolvierte Durand Laguna vier Länderspiele für die argentinische Nationalmannschaft und erzielte dabei drei Tore. Beim Campeonato Sudamericano 1916 bestritt er das Spiel gegen Brasilien und erzielte beim 1:1-Unentschieden den Führungstreffer für sein Land.

### Trainerkarriere
Nach seiner aktiven Spielerkarriere wurde Durand Laguna Trainer. Er betreute mehrmals die Nationalmannschaft Paraguays, unter anderem war er erster Nationaltrainer des Landes und trainierte die Albirroja bei der Fußball-Weltmeisterschaft 1930. Das Turnier endete für Durand Laguna mit Paraguay als Gruppenzweiter hinter den USA, die sich als Gruppensieger für das Halbfinale qualifizierten. Zuvor hatte Durand Laguna Paraguay beim Campeonato Sudamericano 1929 zum zweiten Platz geführt. Zudem trainierte er verschiedene Vereine wie Huracán, Olimpia, Club Nacional, CA Lanús und Gimnasia y Esgrima La Plata.

## Erfolge
Huracán
- Argentinischer Meister: 1921, 1922
- Copa Dr. Carlos Ibarguren: 1922

Olimpia
- Paraguayischer Meister: 1925, 1927